# Kapitell Fronsac (Gironde)

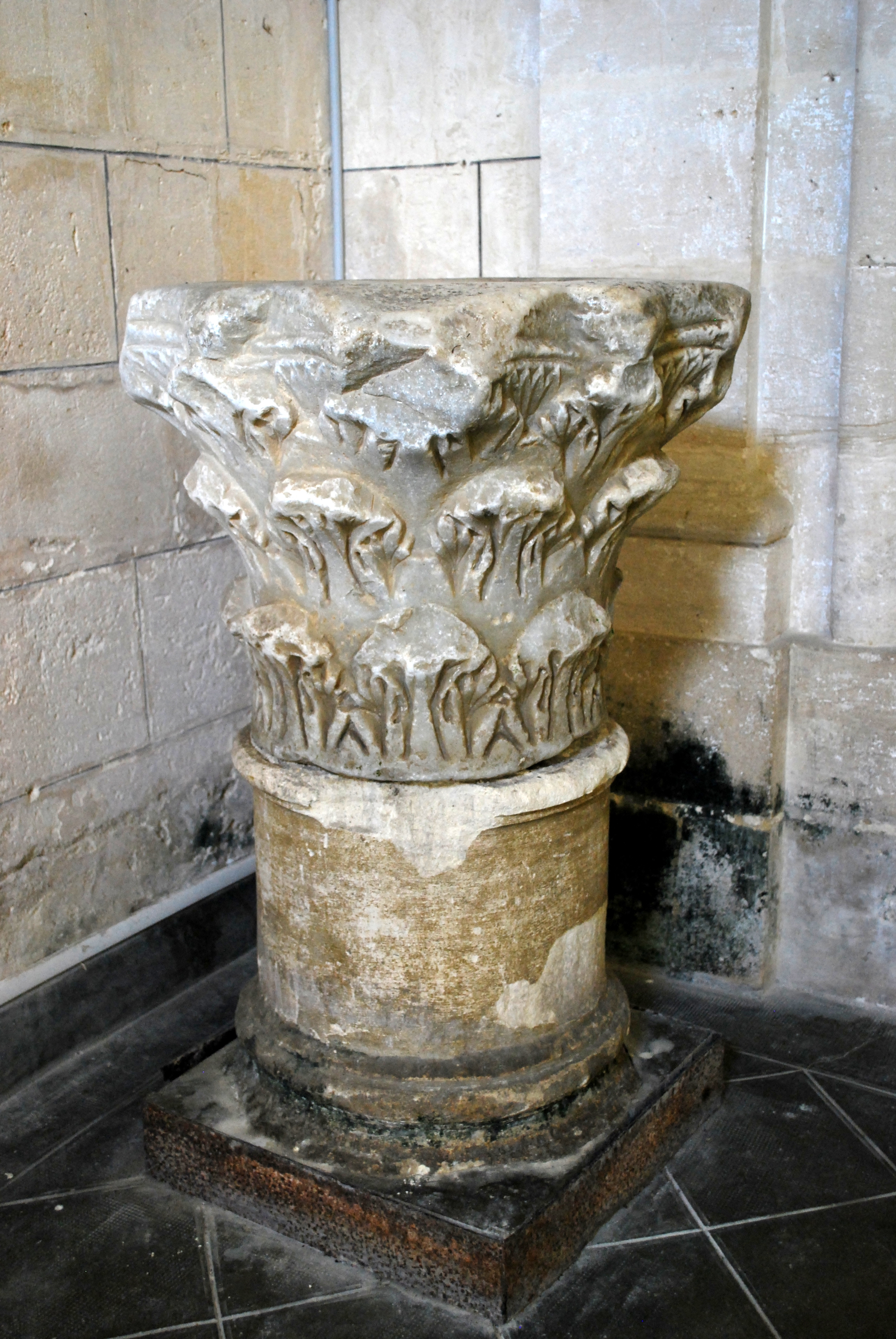
Kapitell in Fronsac

Das Kapitell in der Kirche St-Martin in Fronsac, einer französischen Gemeinde im Département Gironde der Region Nouvelle-Aquitaine, stammt aus gallo-römischer Zeit. Im Jahr 1910 wurde das Kapitell als Monument historique in die Liste der denkmalgeschützten Objekte (Base Palissy) in Frankreich aufgenommen.
Das Kapitell aus Marmor ist 62 cm hoch und mit pflanzlichen Motiven geschmückt. Vermutlich stammt es aus einer römischen Villa der Umgebung, die zwischen dem 6. und 8. Jahrhundert zerstört worden sein könnte.
Seit langem wird das Kapitell als Weihwasserbecken genutzt.